# Red Sebastian
Seppe Guido Yvonne Herreman, művésznevén Red Sebastian  (Oostende, 1999. május 13. –) belga énekes, zeneszerző. Ő képviselte Belgiumot a 2025-ös Eurovíziós Dalfesztiválon, Bázelben, a Strobe Lights című dalával.

## Pályafutása
Herreman 1999. május 13-án született a belgiumi Oostende tengerparti városában. 2013-ban, tizennégy évesen részt vett a Belgium's Got Talent televíziós tehetségkutató műsor második évadában a flamand VTM csatornán. Christina Aguilera Ain't No Other Man című dalával egészen a döntőig jutott. Középiskolai tanulmányai után a genti Királyi Művészeti Akadémián tanult éneklést, ahol többek között a flamand énekes Gustaph volt a tanára. Kilencéves kora óta zongorázik is.
2019-ben Red Sebastian művésznéven folytatta zenei karrierjét, amely nevet a vörös színű, jamaicai akcentussal beszélő Sebastian rák ihlette, aki az 1989-es Disney-filmben, A kis hableányban szerepelt. Herreman gyerekkorában nagy rajongója volt a filmnek. 2021-ben kiadta debütáló albumát You címmel, amelynek vezető kislemeze az Embrace Me volt. 2024-ben részt vett a VTM Sing Again című tehetségkutató műsorában, ahol bejutott a döntőbe.
2024. november 11-én a VRT bejelentette, hogy az énekes résztvevője lesz a 2025-ös Eurosong eurovíziós nemzeti válogatónak. Strobe Lights című versenydalával megnyerte a február 1-jén rendezett döntőt, ahol a nemzeti és a nemzetközi zsűri, valamint közönség pontjai alakították ki a végeredményt, így ő képviselhette hazáját az Eurovíziós Dalfesztiválon. A dalfesztivál május 13-án rendezett első elődöntőjében a tizennegyedik, utolsó előtti helyen végzett, így nem jutott tovább a döntőbe.

## Diszkográfia

### Albumok
- You (2021)

### EP-k
- Bedroom Secrets (2023)

### Kislemezek
- Embrace Me (2021)
- Fading Away (2021)
- Keep Going Back to You (2021)
- Some Kinda Way (2021)
- You (2021)
- Letting Go (2023)
- Soft Suede (2023)
- Appetite (2023)
- In Your Eyes (2024)
- Strobe Lights (2025)